# جيف رولاند (لاعب كرة قدم)
جيف رولاند (بالإنجليزية: Jeff Rowland)‏ (18 يونيو 1984 بألباكركي في الولايات المتحدة - ) هو لاعب كرة قدم أمريكي في مركز الهجوم. لعب مع ريال سالت ليك ونادي دالاس وIndiana Invaders ‏ وWilmington Hammerheads FC ‏ وChicago Fire U-23 ‏.

## وصلات خارجية
- جيف رولاند على موقع قاعدة بيانات كرة القدم.إي يو (الإنجليزية)